# Hippocrene

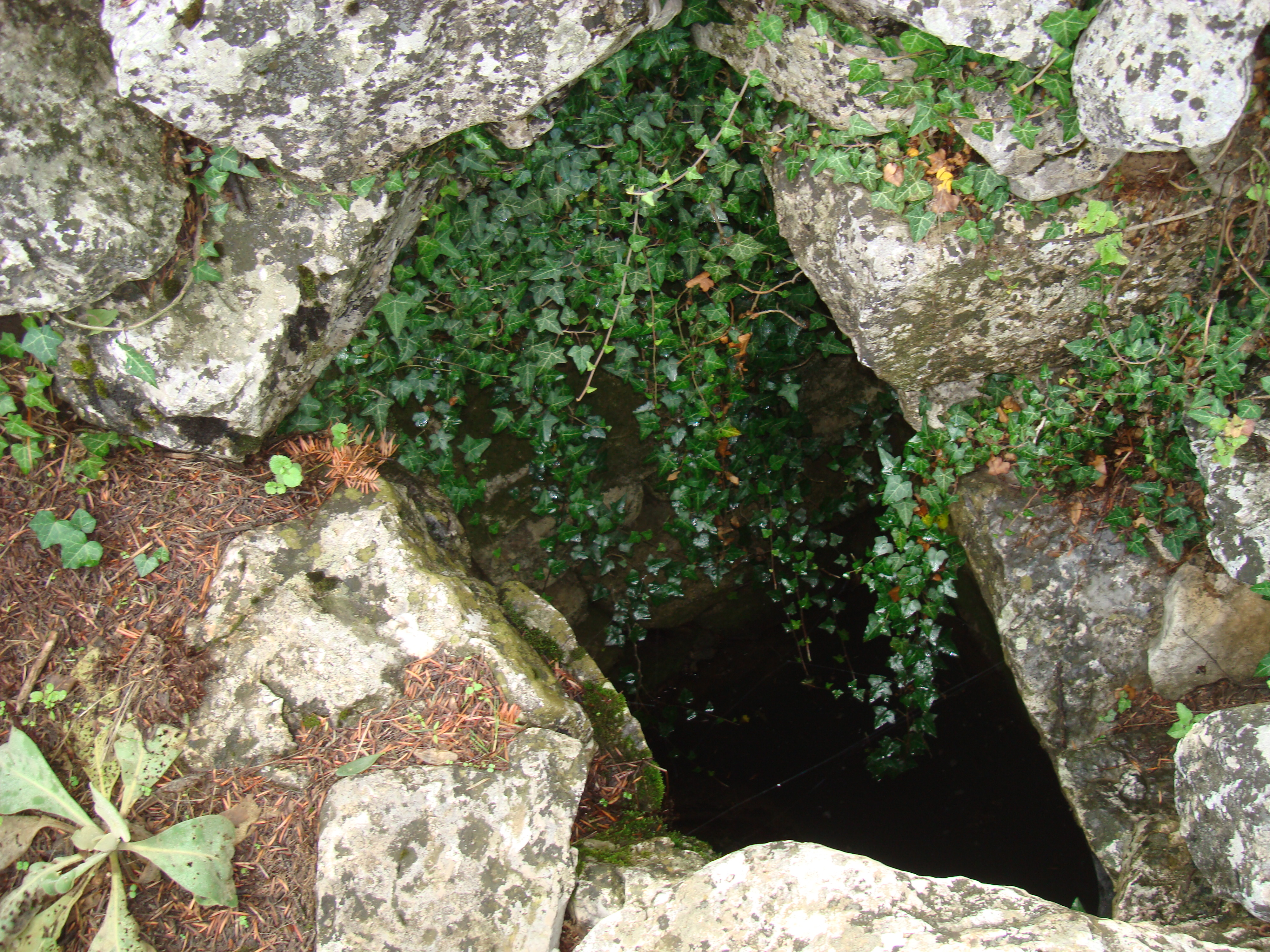
Hippocrene

De Hippocrene (paardenbron) was een bron op de Helikon in Boeotië die evenals de andere bronnen daar, de Aganippe en de Pirene, heilig was voor de Muzen en Apollon. Deze bron bracht hen en dichters in het algemeen in dichterlijke vervoering en is daarom de bron van dichterlijke inspiratie. Tegenwoordig is de Hippocrene omgeven door een muur uit de oudheid en heet Kryopegadi (koude bron).
De Hippocrene ontstond volgens de legende door een stamp van de hoef van Pegasus, die de Muzen tot stilte wilde manen op bevel van Poseidon.
Er wordt eveneens gezegd dat de Pirene in Korinthe en de Aganippe aan de voet van de Helikon door de stamp van Pegasus zouden zijn ontstaan.
In zijn gedicht Ode to a Nightingale .
verwijst John Keats naar de Hippocrene

O for a beaker full of the warm South

Full of the true, the blushful Hippocrene,

With beaded bubbles winking at the brim,

And purple-stained mouth;

That I might drink, and leave the world unseen,

And with thee fade away into the forest dim:

## Noot
1. ↑  "Ode to a Nightingale": Keats, John (1884). Norton Anthology of English Literature, Eighth. W. W. Norton, New York.